# Missões diplomáticas da Itália

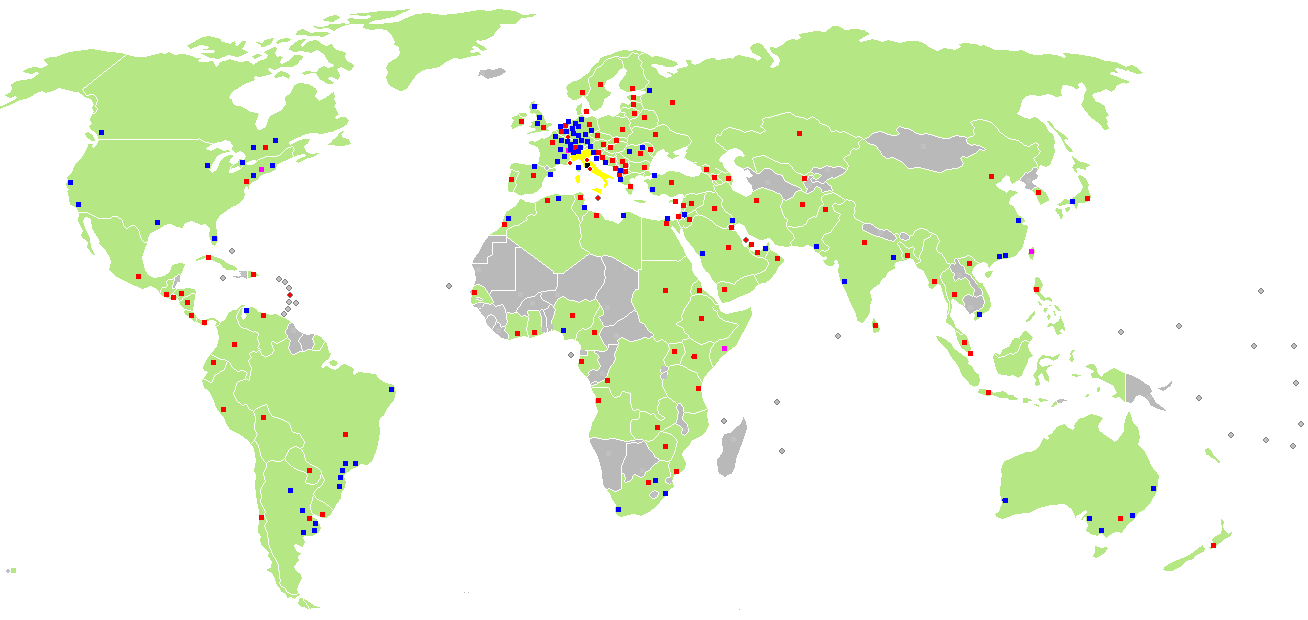
Mapa das missões diplomáticas da Itália

Abaixo se encontram as embaixadas e consulados da Itália:

## Europa
- Albânia
  - Tirana (Embaixada)
  - Vlorë (Consulado-Geral)
  - Shkodër (Consulado)
- Alemanha
  - Berlim (Embaixada)
  - Colônia (Consulado-Geral)

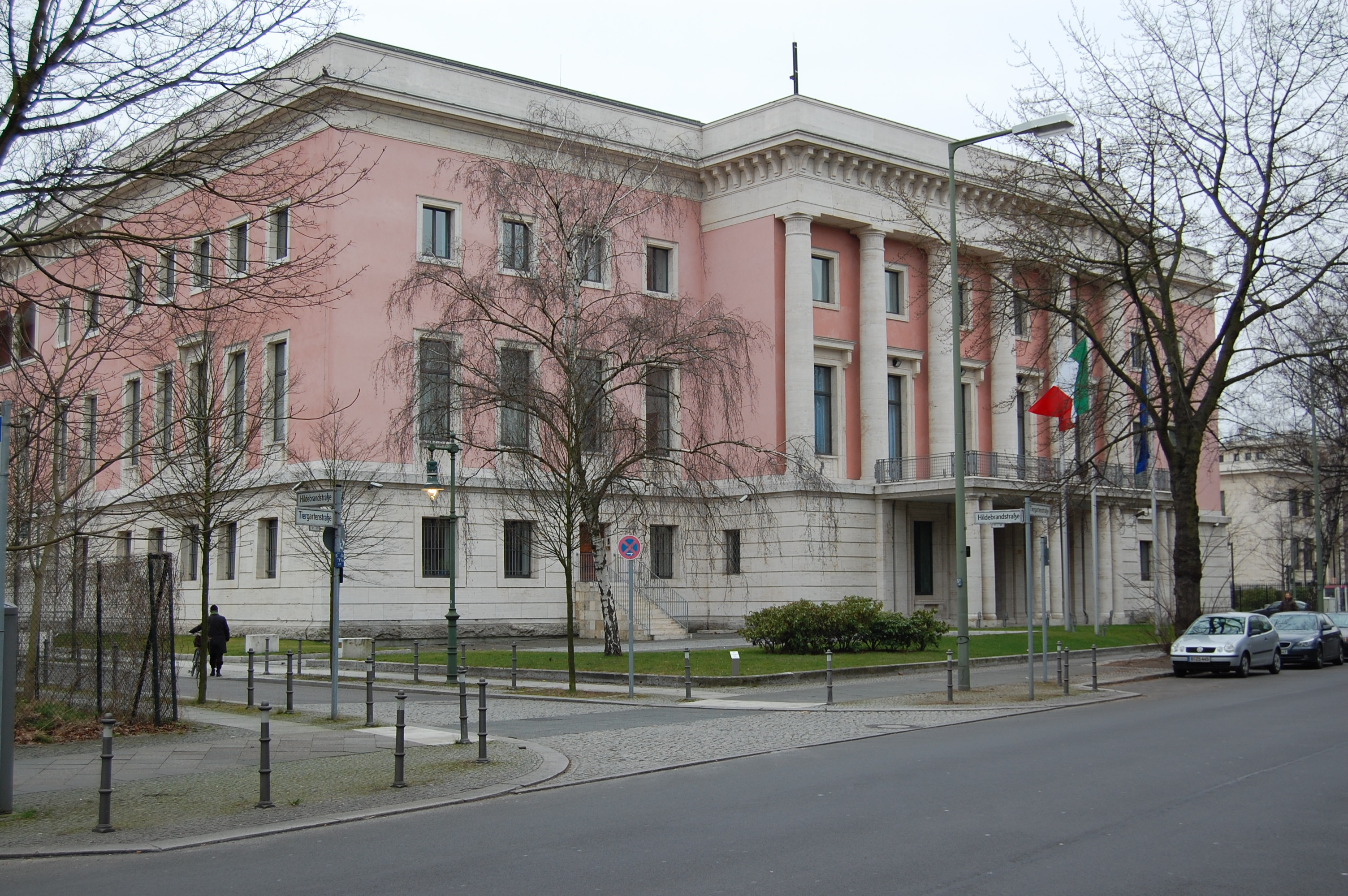
Embaixada da Itália em Berlim

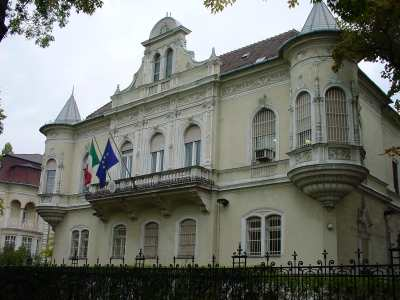
Embaixada da Itália em Budapeste

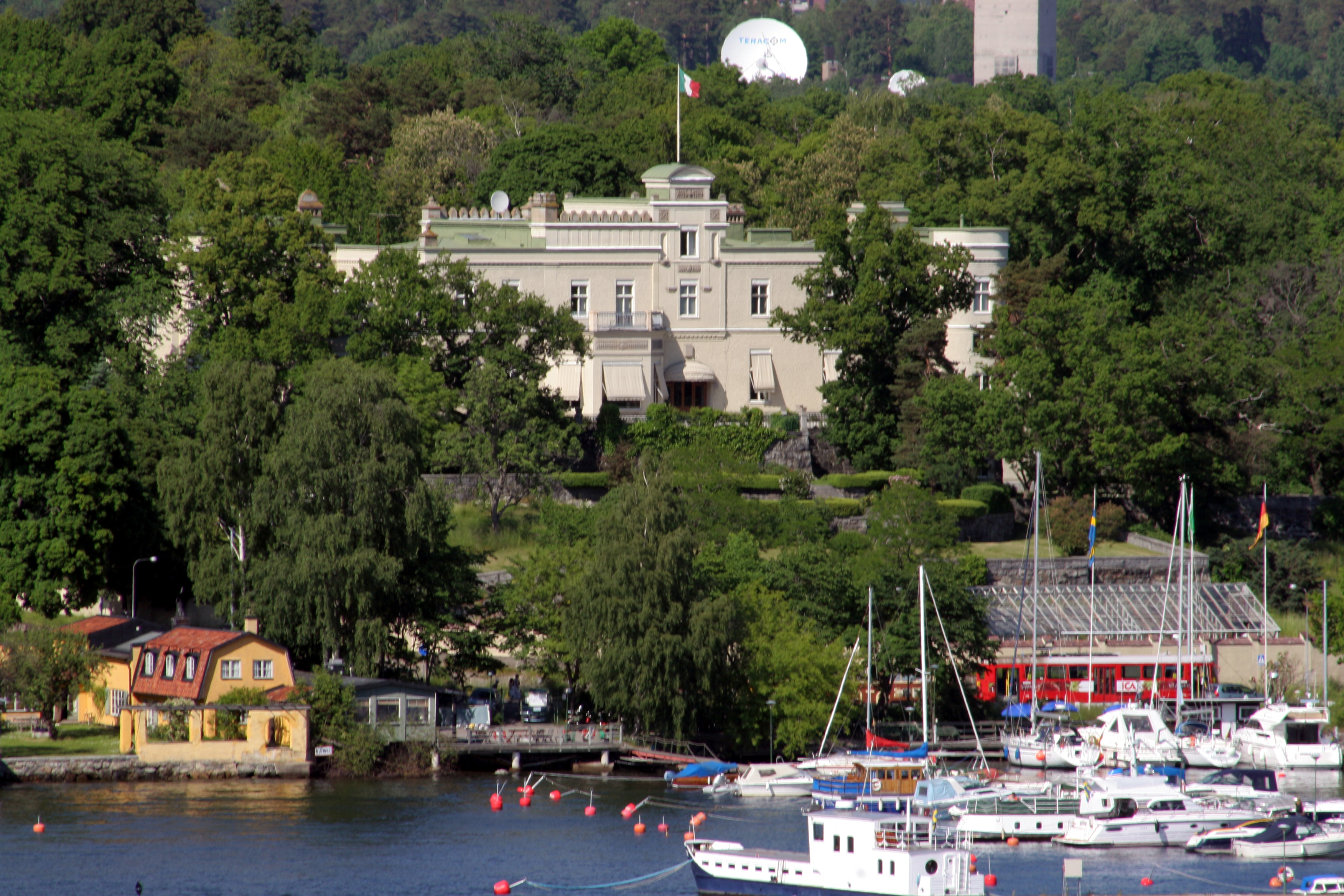
Embaixada da Itália em Estocolmo

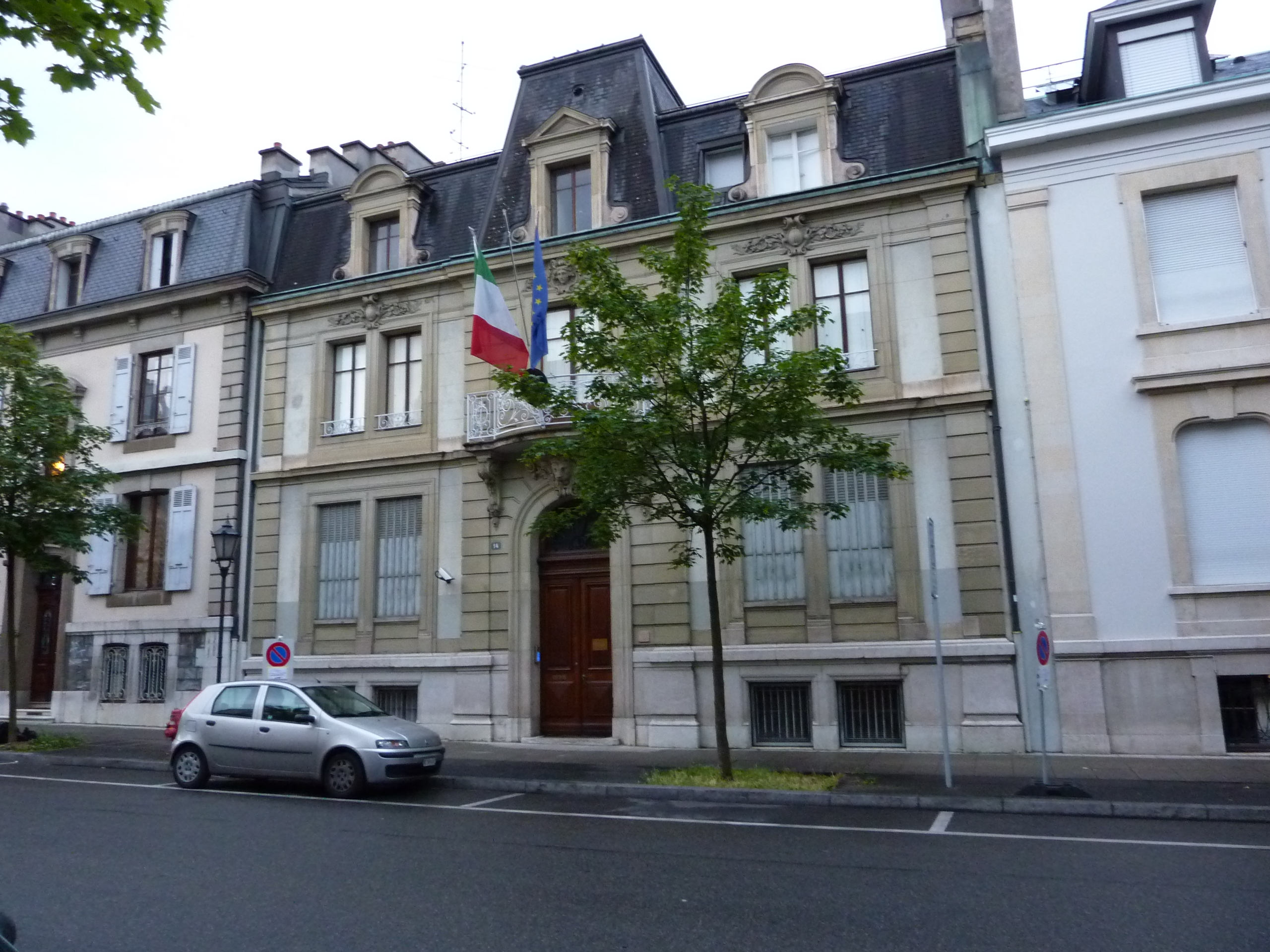
Consulado-Geral da Itália em Genebra

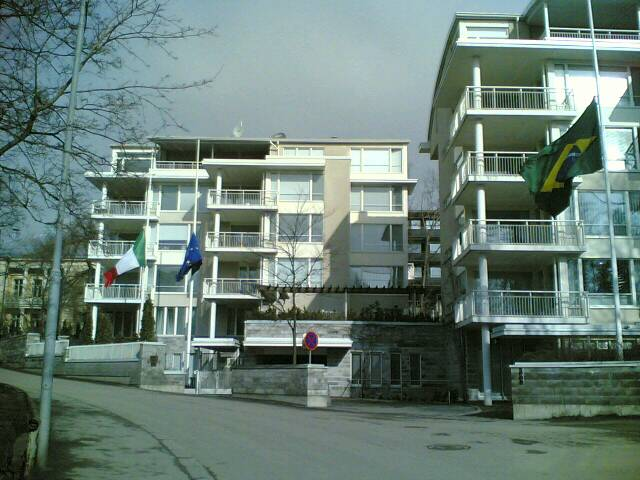
Embaixada da Itália em Helsinque

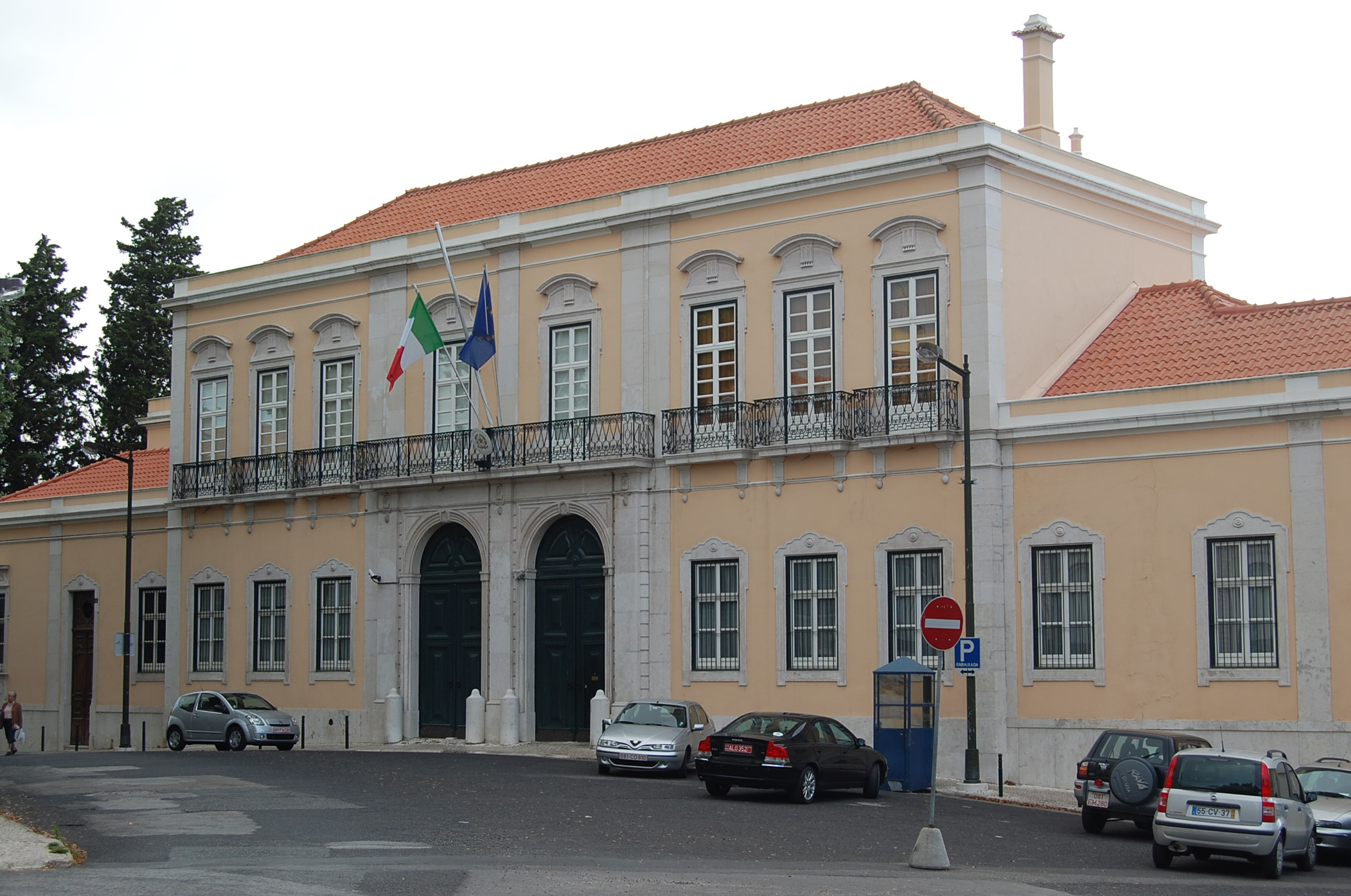
Embaixada da Itália em Lisboa

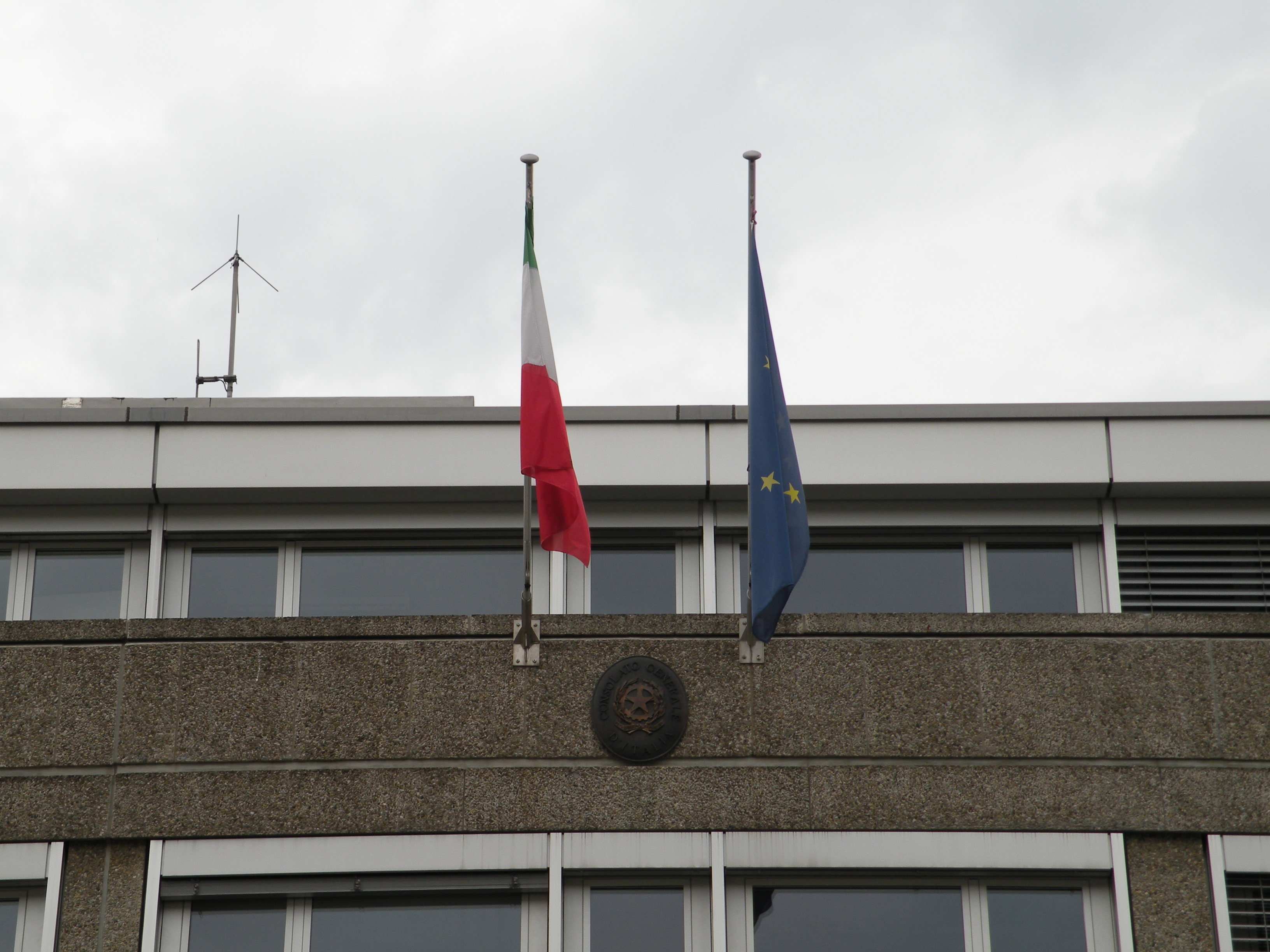
Consulado-Geral da Itália em Lucerna

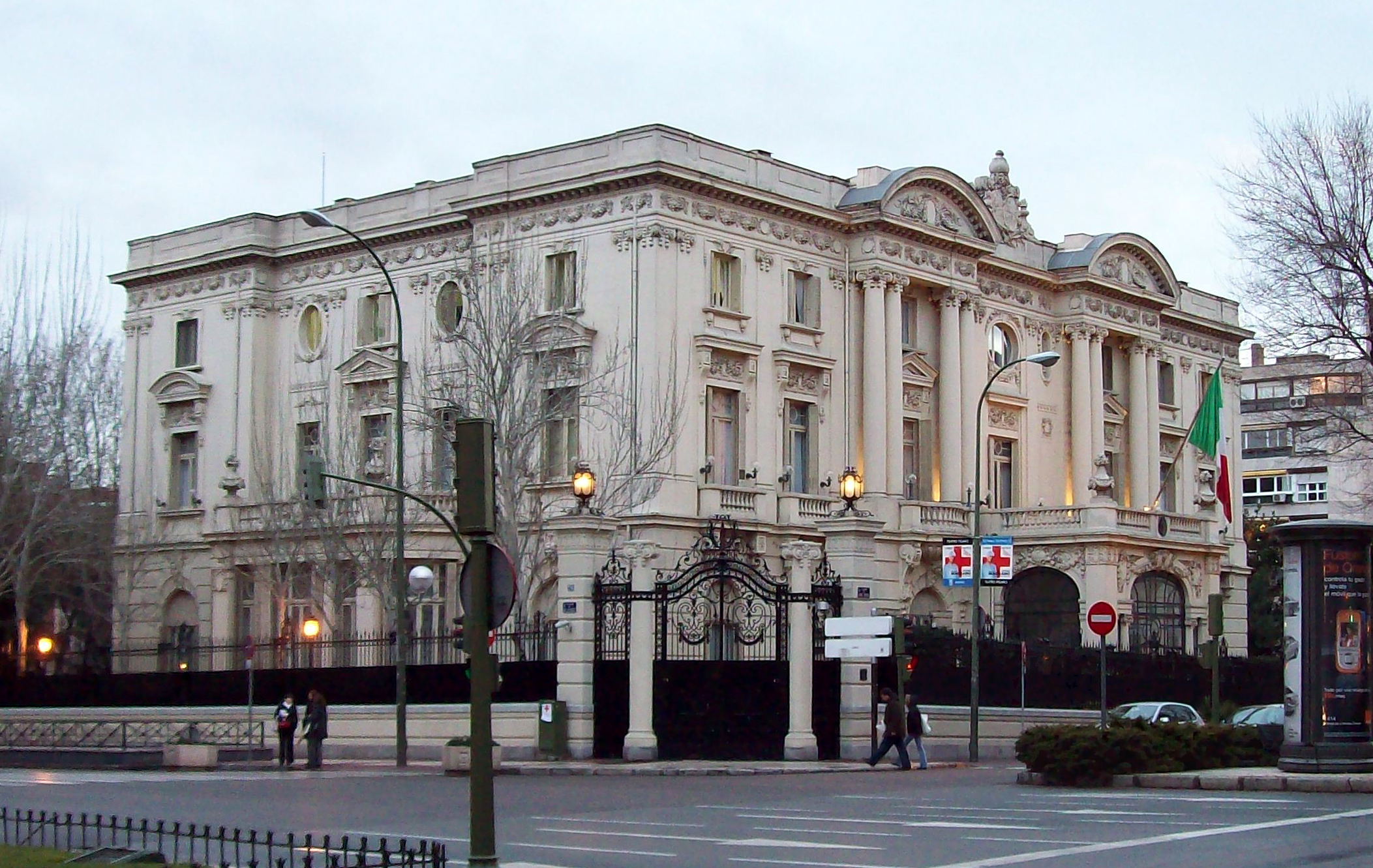
Embaixada da Itália em Madrid

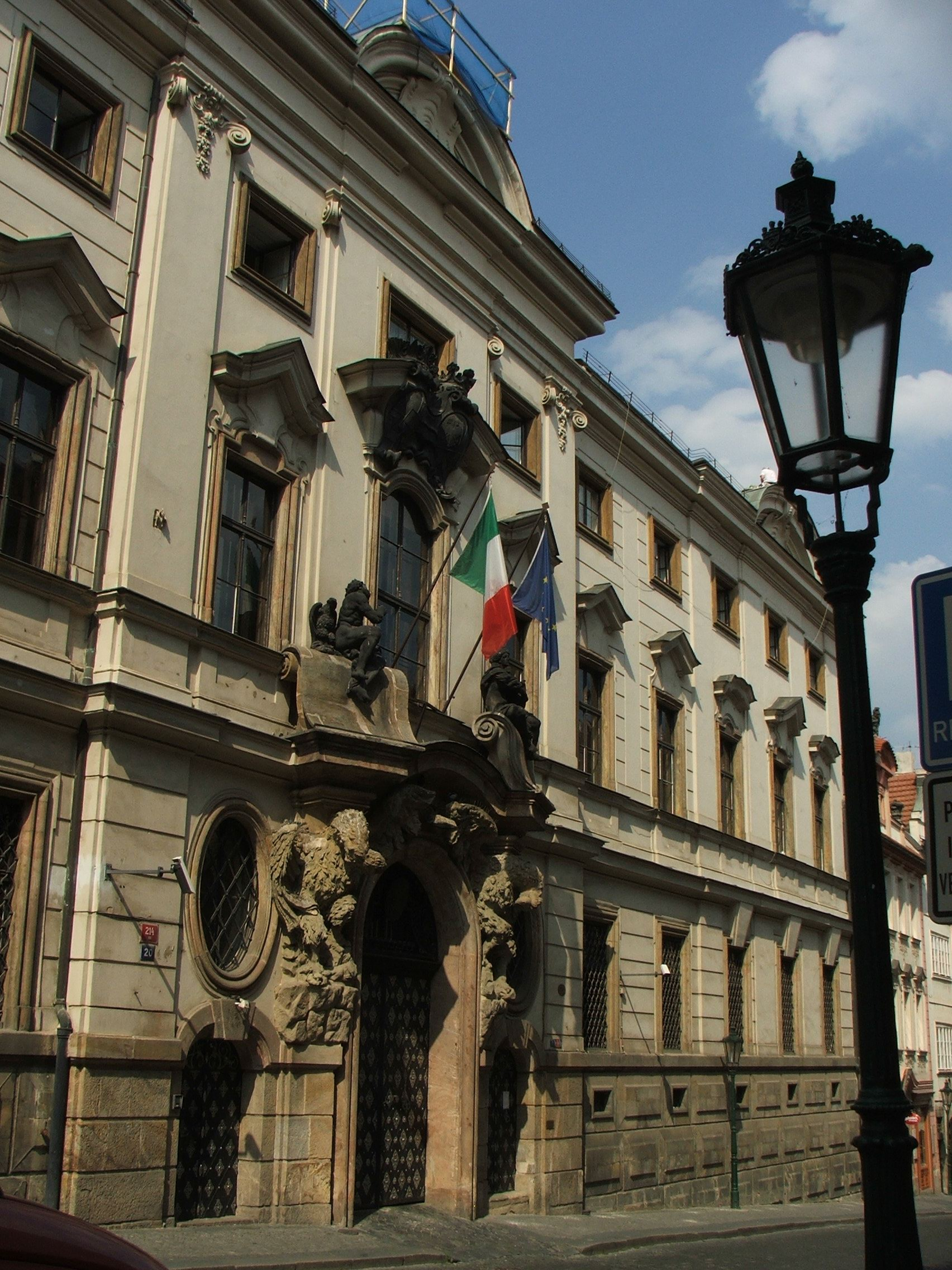
Embaixada da Itália em Praga

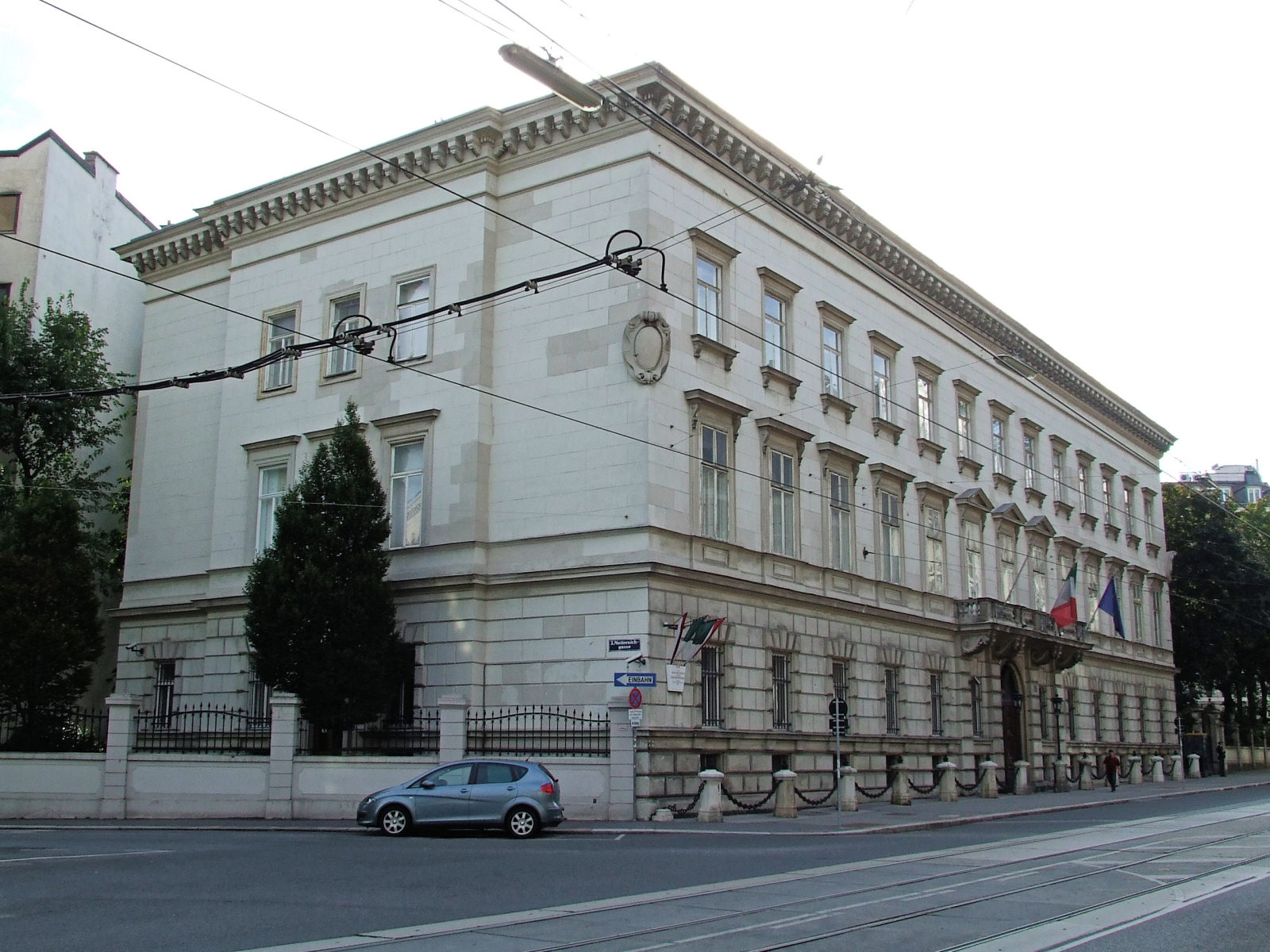
Embaixada da Itália em Viena

  - Frankfurt am Main (Consulado-Geral)
  - Hamburgo (Consulado-Geral)
  - Hanôver (Consulado-Geral)
  - Leipzig (Consulado-Geral)
  - Munique (Consulado-Geral)
  - Estugarda (Consulado-Geral)
  - Dortmund (Consulado)
  - Freiburg im Breisgau (Consulado)
  - Nuremberga (Consulado)
- Andorra
  - Andorra-a-Velha (Embaixada)
- Armênia
  - Erevã (Embaixada)
- Áustria
  - Viena (Embaixada)
  - Innsbruck (Consulado-Geral)
- Azerbaijão
  - Bacu (Embaixada)
- Bélgica
  - Bruxelas (Embaixada)
  - Charleroi (Consulado-Geral)
  - Liège (Consulado-Geral)
- Bielorrússia
  - Minsque (Embaixada)
- Bósnia e Herzegovina
  - Saraievo (Embaixada)
- Bulgária
  - Sófia (Embaixada)
- Chipre
  - Nicósia (Embaixada)
- Croácia
  - Zagrebe (Embaixada)
  - Rijeka (Consulado-Geral)
  - Split (Consulado)
- Dinamarca
  - Copenhague (Embaixada)
- Eslováquia
  - Bratislava (Embaixada)
- Eslovênia
  - Liubliana (Embaixada)
  - Koper (Consulado-Geral)
- Espanha
  - Madrid (Embaixada)
  - Barcelona (Consulado-Geral)
- Estónia
  - Talim (Embaixada)
- Finlândia
  - Helsinque (Embaixada)
- França
  - Paris (Embaixada)
  - Lyon (Consulado-Geral)
  - Marselha (Consulado-Geral)
  - Metz (Consulado-Geral)
  - Nice (Consulado-Geral)
  - Bastia (Consulado de Primeira)
  - Lille (Consulado de Primeira)
  - Toulouse (Consulado de Primeira)
  - Chambéry (Consulado)
  - Mulhouse (Consulado)
- Geórgia
  - Tiblíssi (Embaixada)
- Grécia
  - Atenas (Embaixada)
- Hungria
  - Budapeste (Embaixada)
- Irlanda
  - Dublim (Embaixada)
- Kosovo
  - Pristina (Embaixada)
- Letônia
  - Riga (Embaixada)
- Lituânia
  - Vilnius (Embaixada)
- Luxemburgo
  - Luxemburgo (Embaixada)
  - Esch-sur-Alzette (Consulado)
- Macedônia do Norte
  - Escópia (Embaixada)
- Malta
  - Valeta (Embaixada)
- Mónaco
  - Monte Carlo (Embaixada)
- Montenegro
  - Podgoritza (Embaixada)
- Noruega
  - Oslo (Embaixada)
- Países Baixos
  - Haia (Embaixada)
  - Amsterdã (Consulado-Geral)
- Polónia
  - Varsóvia (Embaixada)
- Portugal
  - Lisboa (Embaixada)
- Reino Unido
  - Londres (Embaixada)
  - Edimburgo (Consulado-Geral)
  - Bedford (Consulado)
  - Manchester (Consulado)
- Chéquia
  - Praga (Embaixada)
- Roménia
  - Bucareste (Embaixada)
  - Piatra Neamţ (Consulado de Primeira)
  - Timişoara (Consulado de Primeira)
- Rússia
  - Moscou (Embajada)
  - São Petersburgo (Consulado-Geral)
- San Marino
  - San Marino (Embaixada)
- Vaticano
  - Vaticano (Embaixada)
- Sérvia
  - Belgrado (Embaixada)
- Suécia
  - Estocolmo (Embaixada)
- Suíça 
  - Berna (Embaixada)
  - Basileia (Consulado-Geral)
  - Genebra (Consulado-Geral)
  - Lucerna (Consulado-Geral)
  - Lugano (Consulado-Geral)
  - Zurique (Consulado-Geral)
  - São Galo (Consulado de Primeria)
  - Coira (Agência Consular)
  - Neuchâtel (Agência Consular)
  - Sion (Agência Consular)
- Ucrânia
  - Kiev (Embajada)

## América

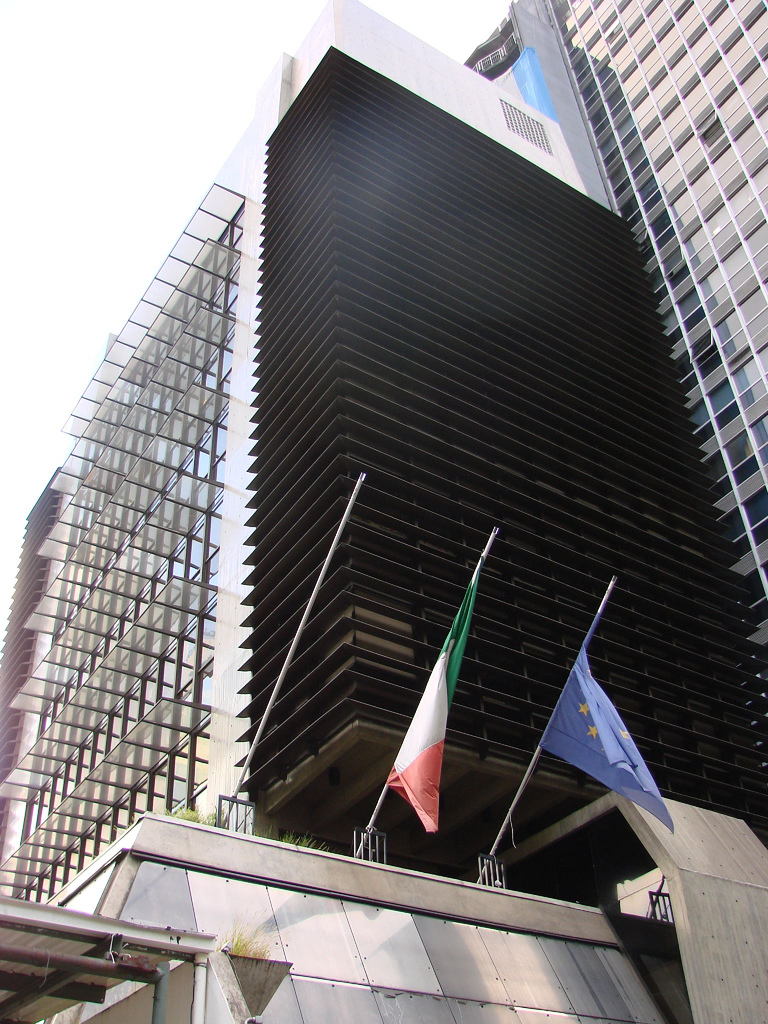
Consulado-Geral da Itália em São Paulo

- Argentina
  - Buenos Aires (Embaixada)
  - Bahía Blanca (Consulado-Geral)
  - Córdoba (Consulado-Geral)
  - La Plata (Consulado-Geral)
  - Rosário (Consulado-Geral)
  - Mendoza (Consulado de Primeira)
  - Mar del Plata (Consulado)
- Bolívia
  - La Paz (Embaixada)
- Brasil
  - Brasília (Embaixada)
  - Curitiba (Consulado-Geral)
  - Porto Alegre (Consulado-Geral)
  - Rio de Janeiro (Consulado-Geral)
  - São Paulo (Consulado-Geral)
  - Belo Horizonte (Consulado)
  - Recife (Consulado)
- Canadá
  - Ottawa (Embaixada)
  - Montreal (Consulado-Geral)
  - Toronto (Consulado-Geral)
  - Vancouver (Consulado-Geral)
- Chile
  - Santiago (Embaixada)
- Colômbia
  - Bogotá (Embaixada)
- Costa Rica
  - San José (Embaixada)
- Cuba
  - Havana (Embaixada)
- Equador
  - Quito (Embaixada)
- El Salvador
  - San Salvador (Embaixada)
- Estados Unidos
  - Washington, D.C. (Embaixada)
  - Boston (Consulado-Geral)
  - Chicago (Consulado-Geral)
  - Filadélfia (Consulado-Geral)
  - Houston (Consulado-Geral)
  - Los Angeles (Consulado-Geral)
  - Miami (Consulado-Geral)
  - Nova Iorque (Consulado-Geral)
  - São Francisco (Consulado-Geral)
  - Detroit (Consulado de Primeira)
- Guatemala
  - Cidade da Guatemala (Embaixada)
- Honduras
  - Tegucigalpa (Embaixada)
- México
  - Cidade do México (Embaixada)
- Nicarágua
  - Manágua (Embaixada)
- Panamá
  - Cidade do Panamá (Embaixada)
- Paraguai
  - Assunção (Embaixada)
- Peru
  - Lima (Embaixada)
- República Dominicana
  - Santo Domingo (Embaixada)
- Uruguai
  - Montevidéu (Embaixada)
- Venezuela
  - Caracas (Embaixada)
  - Maracaibo (Consulado)

## Oriente Médio

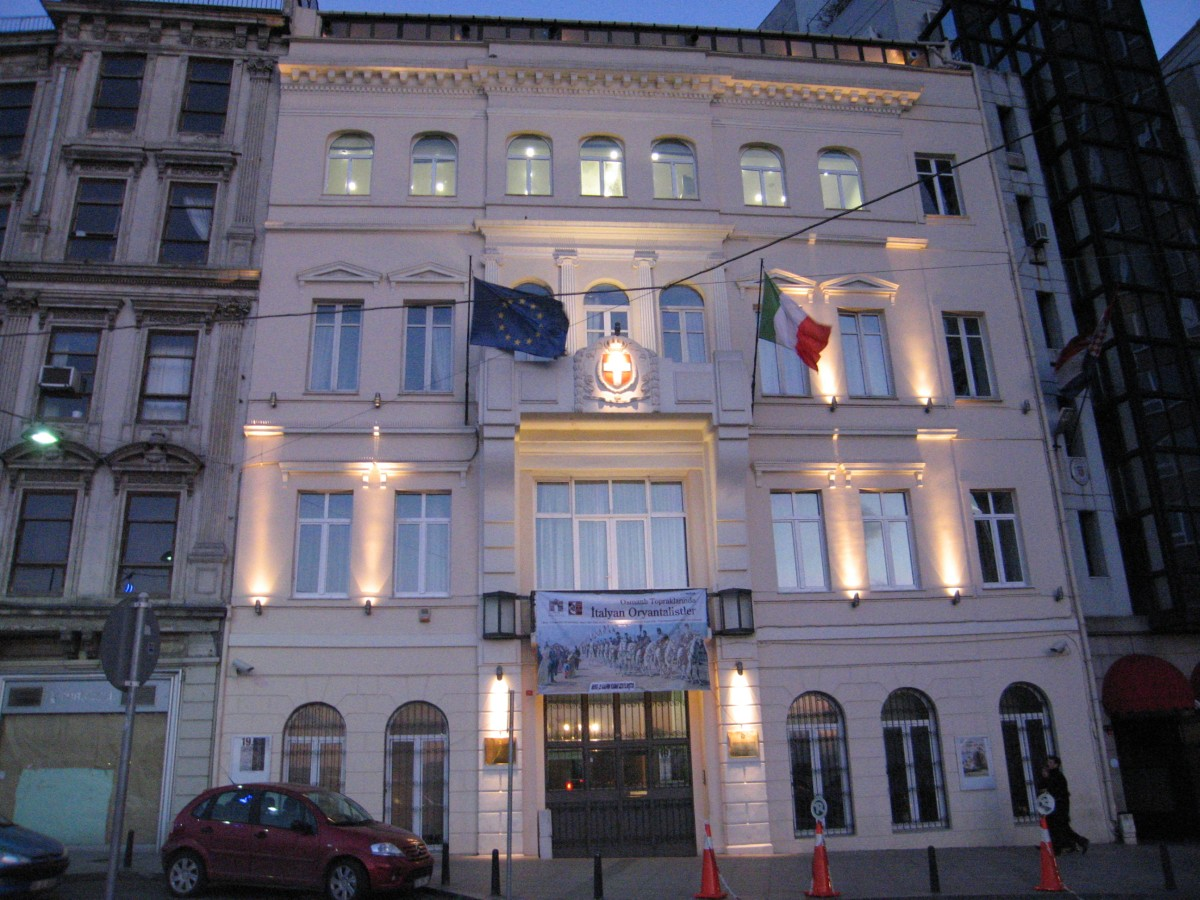
Consulado-Geral da Itália em Istambul

- Arábia Saudita
  - Riade (Embaixada)
  - Gidá (Consulado-Geral)
- Bahrein
  - Manama (Embaixada)
- Emirados Árabes Unidos
  - Abu Dabi (Embaixada)
  - Dubai (Agência Consular)
- Irão
  - Teerã (Embaixada)
- Iraque
  - Bagdá (Embaixada)
  - Baçorá (Consulado-Geral)
- Israel
  - Tel Aviv (Embaixada)
  - Jerusalém (Consulado-Geral)
- Jordânia
  - Amã (Embaixada)
- Kuwait
  - Kuwait (Embaixada)
- Líbano
  - Beirute (Embaixada)
- Omã
  - Mascate (Embaixada)
- Catar
  - Doha (Embaixada)
- Síria
  - Damasco (Embaixada)
- Turquia
  - Ancara (Embaixada)
  - Istambul (Consulado-Geral)
  - Esmirna (Consulado)
- Iêmen
  - Saná (Embaixada)

## África

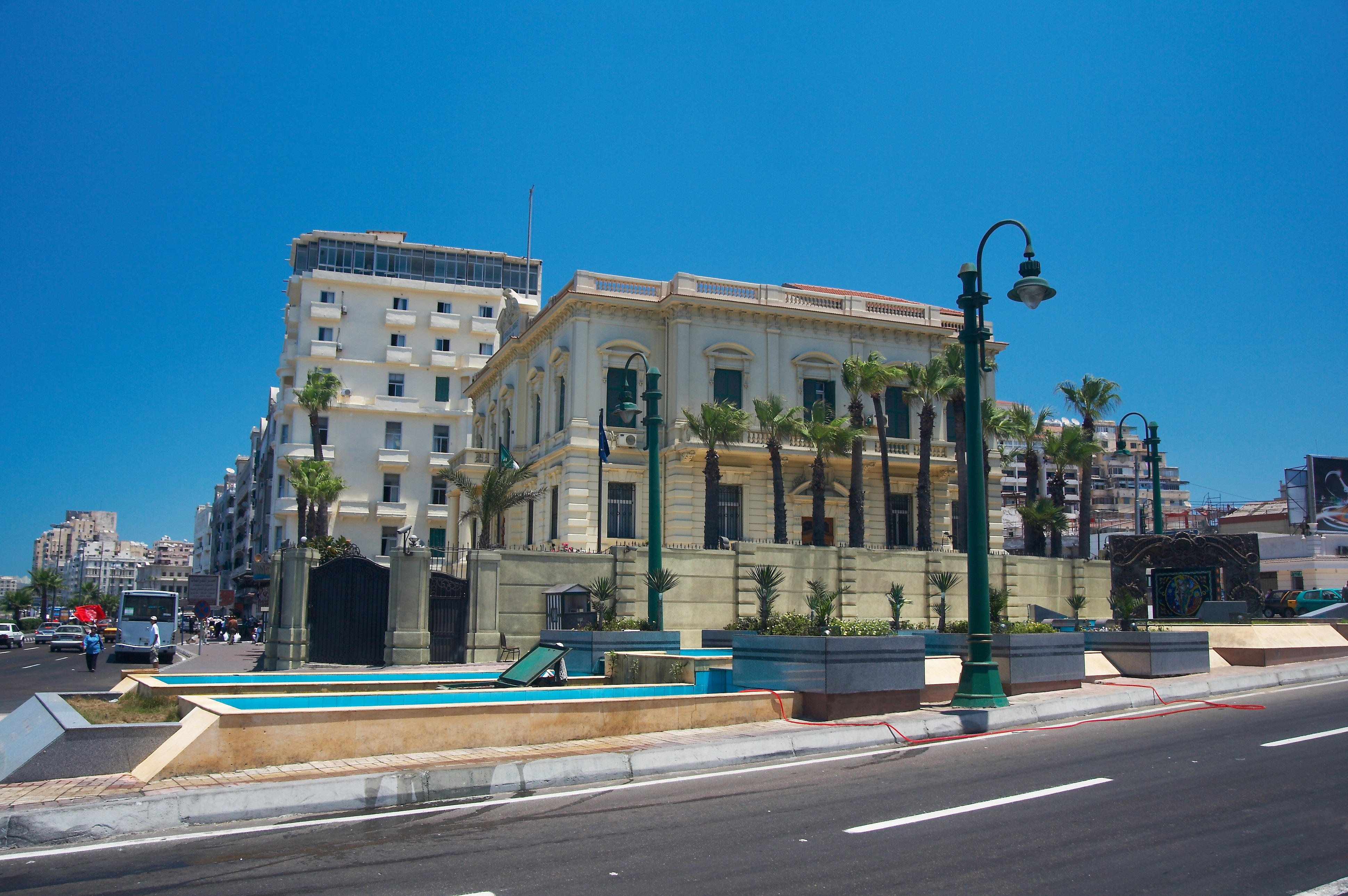
Consulado-Geral da Itália em Alexandria

- África do Sul
  - Pretória (Embaixada)
  - Joanesburgo (Consulado-Geral)
  - Cidade do Cabo (Consulado)
  - Durban (Consulado)
- Angola
  - Luanda (Embaixada)
- Argélia
  - Argel (Embaixada)
- Camarões
  - Iaundê (Embaixada)
- Costa do Marfim
  - Abidjã (Embaixada)
- Egito
  - Cairo (Embaixada)
  - Alexandria (Consulado-Geral)
- Eritreia
  - Asmara (Embaixada)
- Etiópia
  - Adis Abeba (Embaixada)
- Gabão
  - Librevile (Embaixada)
- Gana
  - Accra (Embaixada)
- Líbia
  - Trípoli (Embaixada)
  - Bengasi (Consulado-Geral)
- Marrocos
  - Rabate (Embaixada)
  - Casablanca (Consulado-Geral)
- Moçambique
  - Maputo (Embaixada)
- Namíbia
  - Vinduque (Embaixada)
- Nigéria
  - Abuja (Embaixada)
  - Lagos (Consulado-Geral)
- Quênia
  - Nairóbi (Embaixada)
- República do Congo
  - Brazavile (Embaixada)
- República Democrática do Congo
  - Quinxassa (Embaixada)
- Senegal
  - Dacar (Embaixada)
- Sudão
  - Cartum (Embaixada)
- Tanzânia
  - Dar es Salã (Embaixada)
- Tunísia
  - Tunes (Embaixada)
- Uganda
  - Campala (Embaixada)
- Zâmbia
  - Lusaca (Embaixada)
- Zimbabwe
  - Harare (Embaixada)

## Ásia
- Afeganistão
  - Cabul (Embaixada)
- Bangladesh
  - Daca (Embaixada)
- China
  - Pequim (Embaixada)
  - Cantão (Consulado-Geral)
  - Hong Kong (Consulado-Geral)
  - Xangai (Consulado-Geral)
- Coreia do Sul
  - Seul (Embaixada)
- Filipinas
  - Manila (Embaixada)
- Índia
  - Nova Deli (Embaixada)
  - Calcutá (Consulado-Geral)
  - Mumbai (Consulado-Geral)
- Indonésia
  - Jacarta (Embaiada)
- Japão
  - Tóquio (Embaixada)
  - Osaka (Consulado-Geral)
- Cazaquistão
  - Astana (Embaixada)
- Malásia
  - Kuala Lumpur (Embaixada)
- Myanmar
  - Yangon (Embaixada)
- Paquistão
  - Islamabade (Embaixada)
  - Carachi (Consulado-Geral)
- Singapura
  - Singapura (Embaixada)
- Sri Lanka
  - Colombo (Embaixada)
- Tailândia
  - Bancoque (Embaixada)
- Taiwan
  - Taipé (Centro Cultural)
- Uzbequistão
  - Tasquente (Embaixada)
- Vietname
  - Hanói (Embaixada)
  - Ho Chi Minh (Consulado-Geral)

## Oceania
- Austrália
  - Camberra (Embaixada)
  - Melbourne (Consulado-Geral)
  - Sydney (Consulado-Geral)
  - Adelaide (Consulado)
  - Brisbane (Consulado)
  - Perth (Consulado-Geral)
- Nova Zelândia
  - Wellington (Embaixada)

## Organizações Multilaterais
- - Bruxelas (Missão Permanente do país ante a União Europeia e OTAN)
  - Genebra (Missão Permanente do país ante as Nações Unidas e outras organizações internacionais)
  - Nairóbi (Missão Permanente do país ante as Nações Unidas e outras organizações internacionais)
  - Nova Iorque (Missão Permanente do país ante as Nações Unidas)
  - Paris (Missão Permanente do país ante a OCDE e Unesco)
  - Roma (Missão Permanente do país ante a Organização das Nações Unidas para Agricultura e Alimentação.)
  - Viena (Missão Permanente do país ante as Nações Unidas)
  - Washington, D.C. (Observador Permanente ante a Organização dos Estados Americanos)